# Deutscher Musical Theater Preis 2016

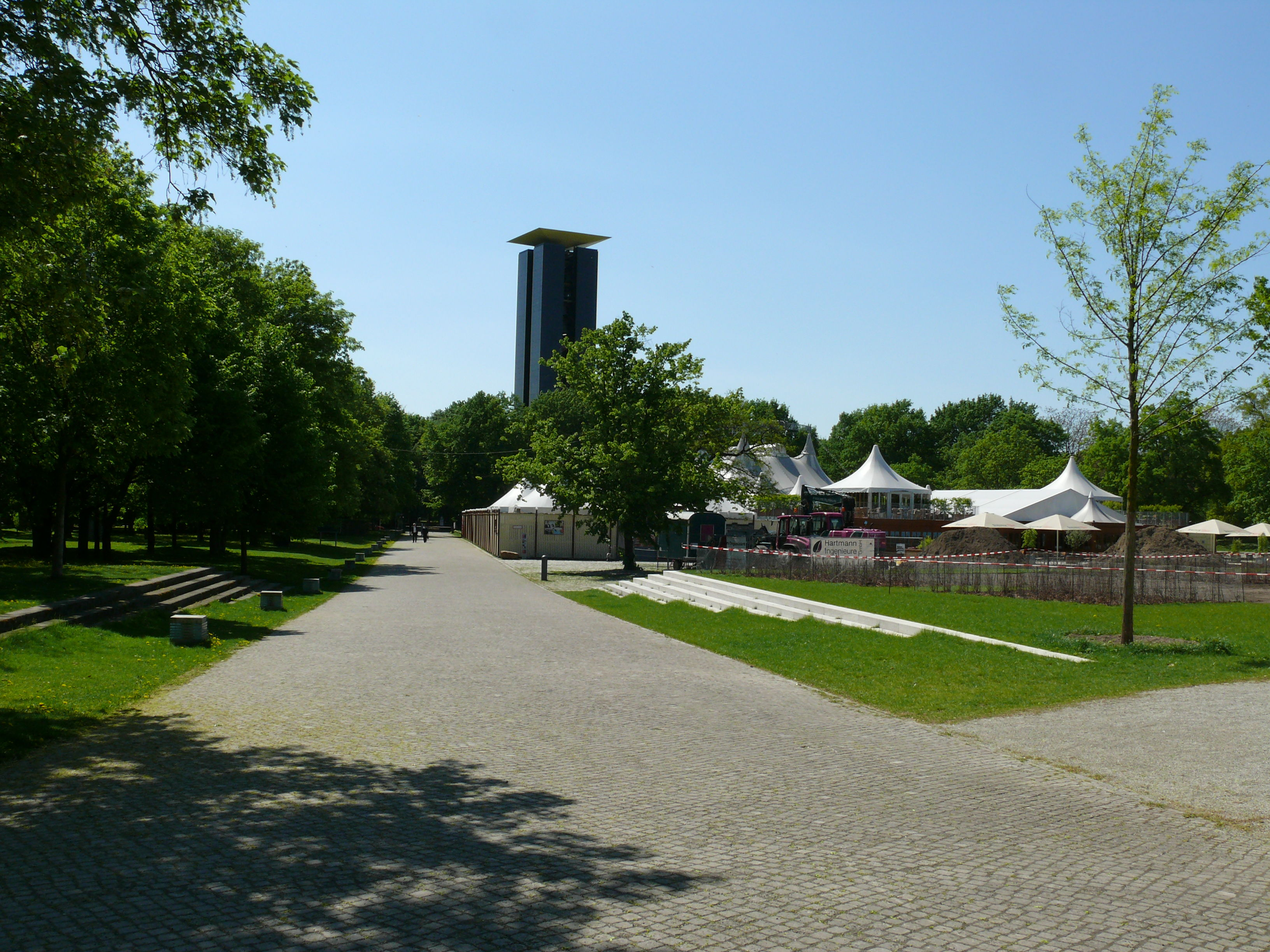
Das Tipi am Kanzleramt in Berlin

Im Rahmen des Deutschen Musical Theater Preises 2016 wurden am 10. Oktober 2016 während einer Gala im Tipi am Kanzleramt in Berlin nach der Wahl durch eine Jury im September 2016 Auszeichnungen an 13 Preisträger für ihre Leistungen im Musicalfach übergeben. Es handelte sich um die dritte Vergabe des Deutschen Musical Theater Preises. Die Verleihung wurde von Gayle Tufts moderiert, Carmen Nebel hielt eine Laudatio für die Empfänger des Ehrenpreises Michael Kunze und Sylvester Levay.
Das Musical Stella – Das blonde Gespenst vom Kurfürstendamm der Neuköllner Oper in Berlin ging als großer Gewinner der Preisverleihung hervor. Insgesamt war die Produktion neunmal nominiert und wurde in sechs Kategorien ausgezeichnet.

## Auswahlverfahren und Nominierungen 2016
Für den Deutschen Musical Theater Preis 2016 konnten alle deutschsprachigen Musical-Uraufführungen nominiert werden, die im Zeitraum vom 15. August 2015 bis 15. August 2016 Premiere feierten und für mindestens acht Vorstellungen innerhalb des Wettbewerbszeitraums gespielt wurden. Mitglieder der Deutschen Musical Akademie und einer Fachjury wählten im September 2016 die Gewinner.

## Jury
Die Jury für den Deutschen Musical Theater Preis 2016 bestand aus
- Jörg Gade (Intendant)
- Edith Jeske (Librettistin und Dozentin)
- Andreas Luketa (Produzent)
- Mario Mariano (Choreograph)
- Bettina Meske (Schauspielerin und Sängerin)

## Gewinner und Nominierte 2016
Folgende Musicals, Aufführungen und Personen wurden in 13 Kategorien für den Deutschen Musical Theater Preis 2016 ausgezeichnet und hierfür nominiert. Die von der Jury gewählten Gewinner werden zuerst genannt.
Bestes Musical
- Stella – Das blonde Gespenst vom Kurfürstendamm (Neuköllner Oper, Berlin)
- Gabi Mut – Vom Leben geschlagert (Schmidts Tivoli, Hamburg)
- Mein Name ist Eugen (MAAG Music & Arts, Zürich)

Beste Komposition
- Stella – Das blonde Gespenst vom Kurfürstendamm (Musik: Wolfgang Böhmer – Neuköllner Oper, Berlin)
- Einstein – Das Musical (Musik: Stephan Kanyar – Theater Hof, Hof)
- Der Tunnel (Musik: Thilo Wolf – Theater Fürth, Fürth)

Bestes Buch
- Stella – Das blonde Gespenst vom Kurfürstendamm (Buch: Peter Lund – Neuköllner Oper, Berlin)
- Einstein – Das Musical (Buch: Maren Scheel – Theater Hof, Hof)
- Gabi Mut – Vom Leben geschlagert (Buch: Kathi Damerow – Schmidts Tivoli, Hamburg)

Beste Liedtexte
- Stella – Das blonde Gespenst vom Kurfürstendamm (Liedtexte: Peter Lund – Neuköllner Oper, Berlin)
- Einstein – Das Musical (Liedtexte: Maren Scheel und Stephan Kanyar – Theater Hof, Hof)
- Gabi Mut – Vom Leben geschlagert (Liedtexte: Kathi Damerow und Lukas Nimscheck – Schmidts Tivoli, Hamburg)

Beste Darstellerin
- Frederike Haas (Stella – Das blonde Gespenst vom Kurfürstendamm – Neuköllner Oper, Berlin)
- Kathi Damerow (Gabi Mut, Vom Leben geschlagert – Schmidts Tivoli, Hamburg)
- Sabrina Weckerlin (Der Medicus / Spotlight Musicals, Fulda)

Bester Darsteller

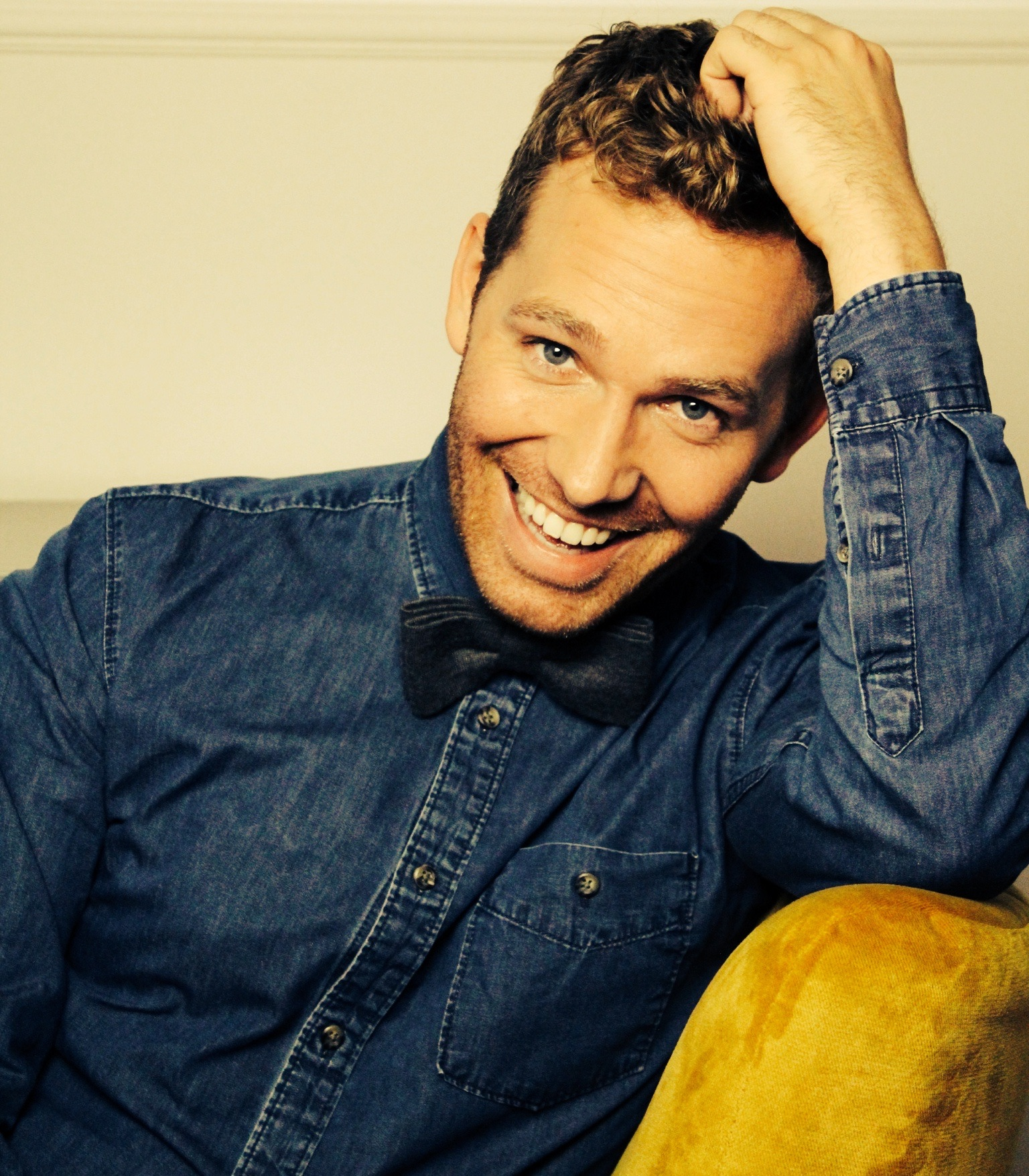
Thomas Klotz wurde als bester Darsteller ausgezeichnet

- Thomas Klotz (Burn Out – Sabine Haydn Produktionen, Berlin)
- Jan Simon Messerli (Mein Name ist Eugen – MAAG Music & Arts, Zürich)
- Andreas Lichtenberger (Don Camillo & Peppone – Konzert & Theater St. Gallen, St. Gallen / Vereinigte Bühnen Wien, Wien)

Beste Nebendarstellerin
- Bettina Meske (Der Tunnel – Theater Fürth, Fürth)
- Maya Hakvoort (Don Camillo & Peppone – Konzert & Theater St. Gallen, St. Gallen / Vereinigte Bühnen Wien, Wien)
- Sophia Euskirchen (Rapunzel – Brüder Grimm Festspiele Hanau)

Bester Nebendarsteller
- Remo Traber (Mein Name ist Eugen – MAAG Music & Arts, Zürich)
- Florian Bänsch (Einstein – Das Musical / Theater Hof, Hof)
- Sebastian Lohse (Der Medicus – Spotlight Musicals, Fulda)

Beste Regie
- Stella – Das blonde Gespenst vom Kurfürstendamm (Regie: Martin G. Berger – Neuköllner Oper, Berlin)
- Der Medicus (Regie: Holger Hauer – Spotlight Musicals, Fulda)
- Mein Name ist Eugen (Regie: Dominik Flaschka – MAAG Music & Arts, Zürich)

Beste Choreographie
- Mein Name ist Eugen (Choreographie: Jonathan Huor – MAAG Music & Arts, Zürich)
- Don Camillo & Peppone (Choreographie: Dennis Callahan – Konzert & Theater St. Gallen, St. Gallen / Vereinigte Bühnen Wien, Wien)
- Stella – Das blonde Gespenst vom Kurfürstendamm (Choreographie: Marie-Christin Zeisset – Neuköllner Oper, Berlin)

Bestes Bühnenbild
- Der Tunnel (Bühnenbild: Marc Jungreithmeier; Video: Marc Jungreithmeier und Anne Chahine – Theater Fürth, Fürth)
- Mein Name ist Eugen (Bühnenbild: Simon Schmidmeister und René Ander-Huber; Video: Julia Maria Morf – MAAG Music & Arts, Zürich)
- Stella – Das blonde Gespenst vom Kurfürstendamm (Bühnenbild: Sarah Katharina Karl – Neuköllner Oper, Berlin)

Beste Musikalische Gestaltung
- Der Medicus (Arrangement: Michael Reed – Spotlight Musicals, Fulda)
- Stella – Das blonde Gespenst vom Kurfürstendamm (Arrangement: Wolfgang Böhmer – Neuköllner Oper, Berlin)
- Der Tunnel (Arrangement: Thilo Wolf – Theater Fürth, Fürth)

Bestes Kostüm- / Maskenbild
- Rapunzel (Kostümbild: Ulla Röhrs; Maskenbild: Wiebke Quenzel – Brüder Grimm Festspiele Hanau)
- Gabi Mut – Vom Leben geschlagert (Kostümbild: Frank Kuder; Maskenbild: Jutta Rogler-Paries – Schmidts Tivoli, Hamburg)
- Mein Name ist Eugen (Kostümbild: Kathrin Baumberger; Maskenbild: Ronald Fahm – MAAG Music & Arts, Zürich)

Ehrenpreis

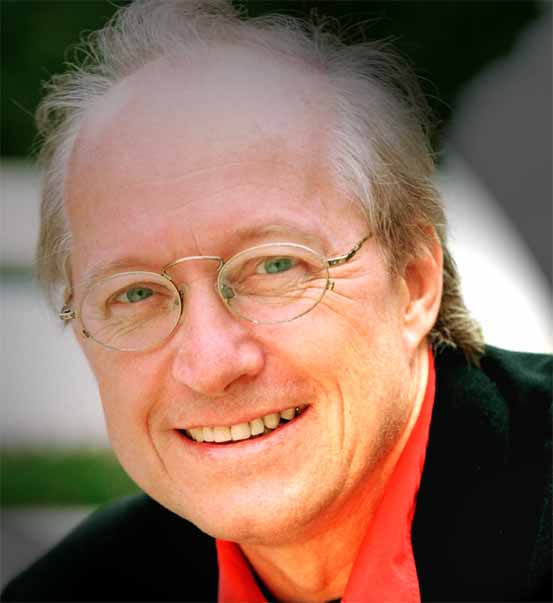
Der Librettist Michael Kunze erhielt gemeinsam mit Sylvester Levay den Ehrenpreis

- Michael Kunze und Sylvester Levay /[1]